# Laguna Los Patos
A  Laguna Los Patos  é um lago localizado na Guatemala. Localiza-se no departamento de El Petén, Município de La Libertad.